# Panasivka, Zboriv
Panasivka (în ucraineană Панасівка) este localitatea de reședință a comunei Panasivka din raionul Zboriv, regiunea Ternopil, Ucraina. Satul este situat în nord-estul regiunii istorice Galiția.

## Demografie
Componența lingvistică a localității Panasivka
     Ucraineană (100%)
Conform recensământului din 2001, toată populația localității Panasivka era vorbitoare de ucraineană (100%).